# 세키노 겐야
세키노 겐야(일본어: 関野 元弥, 1999년 3월 10일~)는 일본의 축구 선수이다.

## 구단 경력
그는 2021년 일본 풋볼 리그의 이와키 FC에 입단했다. 2021년 일본 풋볼 리그 우승으로 J3리그로 승격했다. 2023년 일본 지역 리그의 도치기 시티로 이적했다. 2024년부터 일본 풋볼 리그로 승격했다. 2024년 일본 풋볼 리그 우승으로 J3리그로 승격했다.